# Орангутан
Орангута́н (малай. orang - людина, малай. utan - ліс)(лат. Pongo) — рід ссавців з родини гомінідів. Орангутани — єдиний сучасний рід в підродині Ponginae, до вимерлих родів якої належать гігантопітеки (Gigantopithecus) і сівапітеки (Sivapithecus).

## Морфологія
Орангутани — тварини, великі за розміром. Ріст самців може досягати 1,5 м (зазвичай менше), маса тіла — 50—90 і навіть 135 кг. Самки значно менші: близько 1 м росту при масі в 30—50 кг. Статура масивна, сильно розвинена мускулатура. Задні кінцівки короткі, передні — навпаки — дуже довгі, доходять до кісточок. Волосяний покрив не густий, червонувато-коричневий, з довгим волоссям на плечах. Цікаво, що великі пальці ніг можуть повертатися і протиставлятися решті пальців — це пристосування до лазіння по деревах.
Голова велика, з широким обличчям, високим лобом і помітно випнутою мордою. Розвинені сагітальний і потиличний гребінь; надочноямкові вали відсутні. У дорослих самців на щоках характерні нарости з жиру і сполучної тканини, є вуса і борода.

## Поширення
Орангутани мешкають тільки в дощових лісах островів Борнео і Суматра. Практично все життя вони проводять на деревах, по яких пересуваються за допомогою дуже довгих рук (їх розмах — до 2 м — значно перевищує ріст мавпи), допомагаючи собі ногами. Цікаво, що орангутани настільки адаптувалися до життя на деревах, що навіть воду зазвичай п'ють з листя, дупел, або просто злизують після дощу зі своєї шерсті. В окремих випадках, коли орангутани все ж таки спускаються на землю, то пересуваються на всіх чотирьох кінцівках. На ніч орангутани будують гнізда для сну, зазвичай щоразу нові.

## Стиль життя
Живуть орангутани поодинці, тільки дитинчата тримаються при своїх матерях і зрідка зустрічаються групи з двох самиць. Самиці взагалі ставляться до періодичних зустрічей одна з одною спокійно і можуть разом харчуватись. Самці ж залишаються кожен на своїй території та чужинців не люблять. При зустрічі спочатку відбувається демонстрація сили: гучне гарчання, ламання гілок тощо. Якщо ніхто не відступає, бачивши перевагу суперника, трапляється бійка, яка зазвичай закінчується тим, що один з борців здається і тікає. Але в цілому, характер орангутанів цілком мирний.
Орангутани їдять переважно фрукти та листя дерев. Втім, на відміну від горил, вони не є строгими вегетаріанцями та поїдають комах, яйця птахів і зрідка навіть пташенят. Крім того, в їх дієту входять мед, горіхи, кора дерев.
Як і інші представники гомінід, орангутани — дуже розумні тварини. Деякі їх популяції регулярно використовують інструменти для добування їжі.

## Життєвий цикл
Статева зрілість у самиць наступає в 8—12 років, у самців — в 14—15. Після вагітності тривалістю близько 8,5 місяців, народжується 1, рідше 2 дитинчати. Новонароджені важать 1,5—2 кг, годуються молоком матері до 3—4 років і живуть з нею приблизно до 6—8 років. Таке незвично довге дитинство пояснюється способом життя орангутанів: після відходу від матері інші мавпи залишаються в сім'ї (або зграї), а орангутанам-одинакам потрібно бути добре підготовленим до самостійного життя. Живуть орангутани до 30 років, в неволі іноді набагато довше.

## Інтелект
Орангутани є одними з найрозумніших приматів. Експерименти показують, що вони можуть розв'язувати деякі задачі, пов'язані з невидимим переміщенням. Крім того, зоопарк Атланти має сенсорний комп'ютерний екран, на якому два орангутани грають в ігри. Вчені сподіваються, що дані, які вони збирають, допоможуть дослідникам дізнатися про шаблони соціалізації, наприклад, навчаються мавпи поведінки шляхом проб і помилок чи наслідуванням, і вкажуть на нові стратегії збереження. У 2008 році дослідження двох орангутанів в Лейпцізькому зоопарку показало, що вони можуть діяти з «розрахунком на взаємність», який охоплює оцінювання втрат і переваг обміну дарунками та відстеження їх протягом тривалого часу. Орангутани — перший з видів, крім людей, здатний зробити це. Орангутани дуже технічно грамотно будують гнізда, готуючи нове гніздо щовечора лише за 5-6 хвилин і вибираючи гілки, які надійно витримують їх вагу.
В 2022 році вчені-приматологи з Інституту Макса Планка, вперше, зафіксували факт, коли орангутан прикладав до рани на своєму обличчі лікарську рослину. Про таку невідому раніше поведінку орангутана йдеться у дослідженні, опублікованому в науковому виданні Scientific Reports. Йшлося про те, що 30-річний самець суматранського орангутана на ім’я Ракус кілька разів збирав на пальці сік зжованого листя в'юнкої рослини Акара Кунінга (Fibraurea tinctoria) та понад пів години наносив рідину на відкриту рану на своєму обличчі. Оскільки орангутан не намазував цією речовиною жодних інших частин свого тіла, науковці вважають, що тварина навмисно лікувала свою рану, яка протягом трьох тижнів повністю зажила, залишився ледве помітний шрам.

## Систематика
За результатами останніх досліджень виділяють три види орангутанів з трьома підвидами в одному з них:
- Pongo pygmaeus — орангутан борнейський
  - Підвид Pongaeus pygmaeus (мешкає на північному заході острова Калімантан)
  - Підвид Pongo pygmaeus morio (північний схід острова)
  - Підвид Pongo pygmaeus wurmbii (південний захід острова)
- Pongo abelii — орангутан суматранський
- Pongo tapanuliensis — орангутан тапанульський (відкритий 1997 року, класифікований як окремий вид 2017 року)[4]

Раніше виділявся один вид: звичайний орангутан (Pongo pygmaeus) з підвидами калімантанський орангутан (P. pygmaeus pygmaeus) і суматранський орангутан (Pongo pygmaeus abelii).
Викопні види:
- Pongo hooijeri (В'єтнам)
- Pongo weidenreichi (В'єтнам, південь Китаю)
- Pongo palaeosumatrensis (Суматра).

## Чисельність
Згідно з попередніми звітами чисельність тапанульського орангутана (який був описаний лише 2017 року) становить менш як 800 тварин. Чисельність калімантанських орангутанів на початку 1970-х років оцінювалася більш ніж у 200 000 тварин, до 2017 року зменшилася більш ніж на 50 відсотків через втрату середовища існування і браконьєрство. Оцінки чисельності суматранських орангутанів варіюються від 6 600 до понад 14 000 тварин.

## Загрози
Орангутани перебувають під загрозою зникнення в дикій природі, головним чином, через знищення природного середовища їхнього мешкання. Попри створення національних парків, вирубка лісів триває й досі, переважно — нелегально. Іншою серйозною загрозою є браконьєрський вилов дитинчат орангутана для нелегальної торгівлі. При цьому зазвичай матір убивають, оскільки вона не віддає своєї дитини. Статус борнейського (калимантанського) орангутана — в небезпеці. Статус суматранського і тапанульського — критичний.
У червні 2018 року в зоопарку Перта, столиці штату Західна Австралія, помер найстаріший на планеті орангутан: «Велика стара леді», 62-річна самка суматранського орангутана на прізвисько Пуан (англ. Puan; 1956—2018) народила 11 дітей та загалом мала щонайменше 54 нащадки, деякі з яких були випущені в дику природу.